# 千鹿野茂
千鹿野 茂（ちかの しげる）、1927年（昭和2年）10月17日 - 2014年（平成26年）4月14日）は、日本の家紋研究家、日本家紋研究会創設者、前会長。埼玉県飯能市出身。

## 概要
約40年に渡り家紋を研究し、全国各地を遍歴して膨大な家紋を収集し名字と家紋の関係を研究した。
日本家紋研究会を創設し、日本の家紋研究に大きく貢献した。
また、実の息子の高澤等も家紋研究家で、現在研究会会長を務めている。